# Мартин Димитров

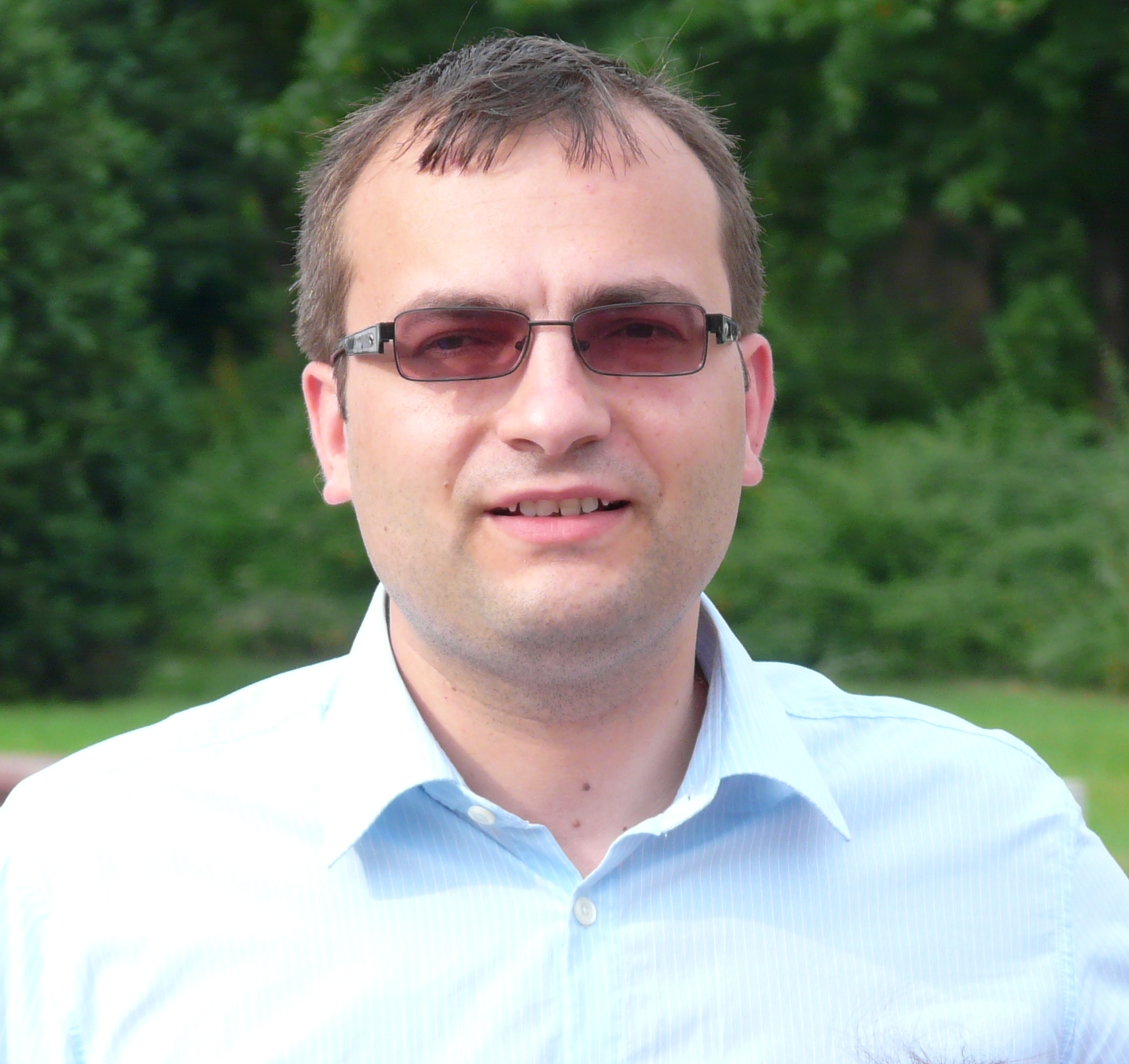

Мартин Димитров Димитров (болг. Мартин Димитров Димитров; нар. 13 квітня 1977, Софія) — болгарський економіст, політик, з 2008 по 2012 — голова партії Союзу демократичних сил (СДС), співголова Блакитної коаліції.

## Біографія
Він є випускником Університету національної та світової економіки в Софії, спеціалізується на міжнародних економічних відносинах. З 2000 року працював в Інституті ринкової економіки економістом.
У 2005 році отримав мандат депутата Народних зборів від Об'єднання демократичних сил. З 2005 по 2006 він служив як спостерігач у Європарламенті, а після приєднання Болгарії до Європейського Союзу з 1 січня по 5 червня 2007 року був членом Європейського парламенту.

## Особисте життя
Одружений, володіє англійською і французькою мовами.